# Bahnradsport-Weltmeisterschaften 1988
Die Bahnradsport-Weltmeisterschaften 1988 fanden vom 21. bis 25. August 1988 in Gent statt.
Wegen der im selben Jahr stattfindenden Olympischen Spiele in Seoul wurden in der Amateur-Kategorie nur die nicht-olympischen Entscheidungen ausgetragen.

## Resultate

### Frauen
| Disziplin                | Platz | Land               | Athlet           |
| ------------------------ | ----- | ------------------ | ---------------- |
| Einerverfolgung (3000 m) | 1     | Frankreich         | Jeannie Longo    |
|                          | 2     | Schweiz            | Barbara Ganz     |
|                          | 3     | Vereinigte Staaten | Melissa Mayfield |
| Punktefahren (? km)      | 1     | Großbritannien     | Sally Hodge      |
|                          | 2     | Schweiz            | Barbara Ganz     |
|                          | 3     | Niederlande        | Monique de Bruin |

### Männer (Profis)
| Disziplin            | Platz | Land           | Athlet            |  |
| -------------------- | ----- | -------------- | ----------------- |  |
| Sprint               | 1     | Australien     | Stephen Pate      |  |
|                      | 2     | –              | –                 |  |
|                      | 3     | Japan          | Nobuyuki Tawara   |  |
| Keirin               | 1     | Italien        | Claudio Golinelli |  |
|                      | 2     | Italien        | Ottavio Dazzan    |  |
|                      | 3     | Belgien        | Michel Vaarten    |  |
| Einerverfolgung      | 1     | Polen          | Lech Piasecki     |  |
|                      | 2     | Großbritannien | Tony Doyle        |  |
|                      | 3     | Dänemark       | Jesper Worre      |  |
| Punktefahren (50 km) | 1     | Schweiz        | Daniel Wyder      |  |
|                      | 2     | Italien        | Adriano Baffi     |  |
|                      | 3     | Dänemark       | Michael Marcussen |  |
| Steherrennen         | 1     | Australien     | Danny Clark       |  |
|                      | 2     | –              | –                 |  |
|                      | 3     | Italien        | Walter Brugna     |  |

### Männer (Amateure)
| Disziplin    | Platz | Land           | Athlet                               |
| ------------ | ----- | -------------- | ------------------------------------ |
| Tandem       | 1     | Frankreich     | Fabrice Colas/Frédéric Magné         |
|              | 2     | BR Deutschland | Hans-Jürgen Greil/Uwe Buchtmann      |
|              | 3     | Tschechien     | Jiří Iliek/Lubomír Hargaš            |
| Steherrennen | 1     | –              | –                                    |
|              | 2     | Österreich     | Roland Königshofer (hinter Karl Igl) |
|              | 3     | –              | –                                    |

## Medaillenspiegel
|    | Nation             |   |   |   | Gesamt |
| -- | ------------------ | - | - | - | ------ |
| 1  | Australien         | 2 |   |   | 2      |
| 1  | Frankreich         | 2 |   |   | 2      |
| 3  | Italien            | 1 | 2 | 1 | 4      |
| 4  | Schweiz            | 1 | 2 |   | 3      |
| 5  | Großbritannien     | 1 | 1 |   | 2      |
| 5  | Polen              | 1 |   |   | 1      |
| 7  | BR Deutschland     |   | 1 |   | 1      |
| 7  | Österreich         |   | 1 |   | 1      |
| 9  | Dänemark           |   |   | 2 | 2      |
| 10 | Belgien            |   |   | 1 | 1      |
| 10 | Vereinigte Staaten |   |   | 1 | 1      |
| 10 | Japan              |   |   | 1 | 1      |
| 10 | Niederlande        |   |   | 1 | 1      |
| 10 | Tschechien         |   |   | 1 | 1      |